# Kayser (enota)
Kayser  (oznaka kayser, včasih tudi K) je zastarela enota za  valovno število v sistemu enot CGS. Za sistem SI enota ni sprejemljiva.
Imenuje se po nemškem fiziku  Heinrichu Gustavu Johannesu Kayserju (1853 – 1940).

## Definicija
1 kayser je enak 1 cm -1. To je v sistemu SI enako 100 m-1.